# Посёлок совхоза Красная Дубрава
Совхоза Кра́сная Дубра́ва — посёлок Телелюйского сельсовета Грязинского района Липецкой области.

## Название
Название — по небольшому лесному участку среди полей. Красный — так как там растёт красный дуб.

## География
Расположена у платформы 479 км железнодорожной линии Грязи — Воронеж.

## История
Красная Дубрава была образована в 1923 году как одноимённый совхоз.

## Население
| 2009 | 2010 | 2013 |
| ---- | ---- | ---- |
| 472  | ↘447 | ↗483 |